# Alexander Wassiljewitsch Kuprin

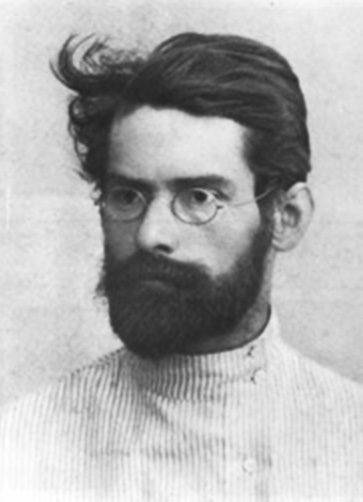
Kuprin

Alexander Wassiljewitsch Kuprin (russisch Александр Васильевич Куприн; * 10. März 1880 in Borissoglebsk; † 18. März 1960 in Moskau) war ein russischer und sowjetischer Maler und Gründungsmitglied der Gruppe Karo-Bube. Zu seinen bekanntesten Werken zählen Landschaftsmalereien, Stillleben und kubistische Akte.

## Frühes Leben
Alexander Kuprin wurde 1880 als Kind eines Geschichts- und Geographielehrers an einer Bezirksschule im Süden Russlands in Borisoglebsk, einem geschäftigen Binnenhafen am Fluss Worona, geboren.
Als junger Mann besuchte er Abendkurse bei der örtlichen Gesellschaft der Kunstliebhaber und arbeitete gleichzeitig als Angestellter bei der Eisenbahn. Er studierte in Woronesch (1896–1901). 1902 reiste er nach Sankt Petersburg, um eine formale Kunstausbildung zu beginnen.

## Karriere

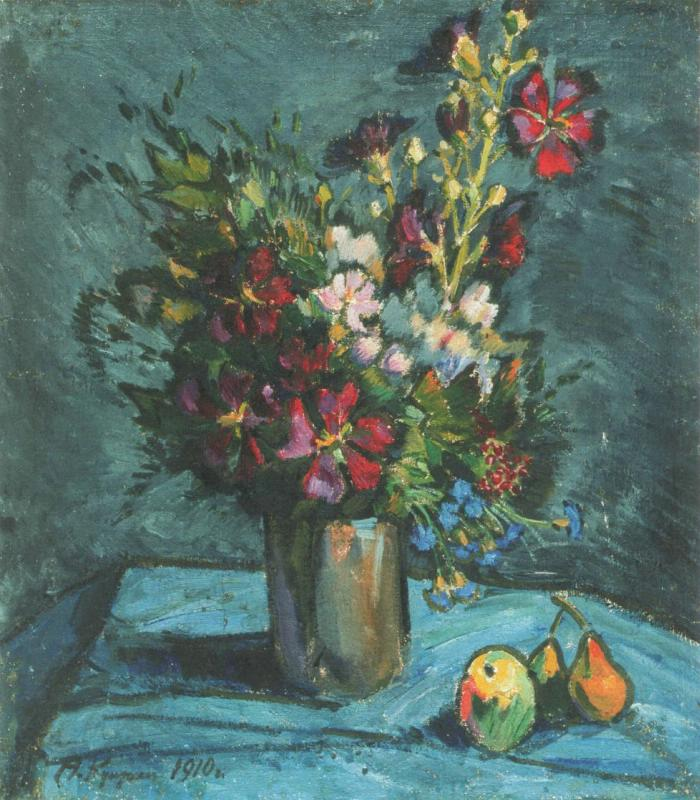
Alexander W. Kuprin, Malven auf schwarzem Hintergrund (1910)

### Frühes Training
Kuprin studierte zwei Jahre lang in privaten Ateliers in St. Petersburg, bevor er 1904 nach Moskau zog, wo er 1906 an der Moskauer Schule für Malerei, Bildhauerei und Architektur als Schüler von Abram Archipow und Konstantin Korowin eingeschrieben war.
1908 lernte Kuprin in den Privatsammlungen der Moskauer Mäzene Sergei Schtschukin und Iwan Morosow die neuen Stile der französischen Malerei kennen, darunter Auguste Renoir, Henri Matisse, Paul Gauguin, Paul Cezanne, Pablo Picasso, Henri Rousseau und André Derain. Die Entdeckung der modernen französischen Kunst hinterließ bei Kuprin einen tiefgreifenden Eindruck und veränderte seine Malweise. Er knüpfte enge Kontakte zu anderen Schülern der Malschule, die ebenfalls die neuesten Kunstrichtungen aufgriffen, wie beispielsweise Michail Larionow, Natalja Sergejewna Gontscharowa, Pjotr Petrowitsch Kontschalowski, Ilja Maschkow und Robert Rafailowitsch Falk.
Als Walentin Serow 1909 die Malschule verließ, um gegen die Ablehnung der Aufnahme der talentierten Bildhauerin Anna Golubkina als Schülerin zu protestieren, die sozialdemokratische Flugblätter verteilte, nutzte die Schulleitung dies aus und säuberte die Reihen der Schule. Sie schloss die Unruhestifter aus, die ihren Ruf mit ihren Experimenten im Bereich des Fauvismus und Kubismus „beschmutzten“. Die Exilanten waren Michail Larionow, Pjotr Petrowitsch Kontschalowski, Robert Rafailowitsch Falk, Alexander Kuprin und Wassili Roschdestwenski, die 1909 wegen Disziplinverstoßes ausgeschlossen wurden. Bald darauf wurde auch Ilja Maschkow der offiziellen Version zufolge – nach Aussage des Künstlers selbst wegen Nichtzahlung der Studiengebühren – wegen Neuerungen in der Malerei ausgeschlossen.
Die Vertreibung veranlasste diese wagemutigen Talente, sich zu einer Gruppe mit dem provokanten Namen Karo-Bube zusammenzuschließen. Dieser Name wurde von Michail Larionow und Aristarch Wassiljewitsch Lentulow erfunden und stand in der russischen Tradition für Rebellion, Ungehorsam, Herausforderung und Kühnheit der Jugend.
Pjotr Petrowitsch Kontschalowski wurde Vorsitzender des „Karo-Buben“, Ilja Maschkow Sekretär, Alexander Kuprin Schatzmeister und Wassili Roschdestwenski Vorstandsmitglied. Die Eröffnungsausstellung des Vereins im Dezember 1910/Januar 1911 war der internationale Höhepunkt der Avantgardemalerei dieser Zeit. Sie umfasste Werke der französischen Künstler Henri Le Fauconnier, Albert Gleizes, André Lhote, Jean Metzinger und Luc Albert Moreau, der Deutschen Alexander Kanoldt und Adolf Erbslöh sowie von Kazimir Malevich, Wassily Kandinsky, Gabriele Münter, Alexej von Jawlensky und Léopold Survage sowie einer neuen Generation von Gemälden junger Russen, die mit alten Manieren und Schulen der bildenden Kunst brachen.

### Paul Cézanne, der Kubismus und die Geometrie der Form
Kuprins Bewunderung für Cézanne zeigte sich deutlich in den Gemälden, die er 1910 für die Ausstellung „Der Karo-Bube“ einreichte. Seine charakteristischen Werke dieser Zeit verbanden dekorative Prinzipien mit einem scharfen analytischen Blick für die dargestellten Objekte (Stillleben mit blauem Tablett, 1914; Stillleben mit Statuette, 1919; Herbststrauß, 1925 – alle in der Tretjakow-Galerie).
Im Jahr 1918 nahm Kuprin eine Professur am SWOMAS (Freie staatliche künstlerische Ateliers) in St. Petersburg an und auch an der WChUTEMAS-Schule für Gestaltung in Moskau (Staatliche Höhere Kunst- und Technikstudios), wo er bis 1952 als Dozent tätig war.

Im Jahr 1925 wurde er Mitglied der Moskauer Künstlervereinigung, eine Wende, die ihn von den früheren rebellischen Verbindungen mit der Gruppe Karo-Bube wegführte. 

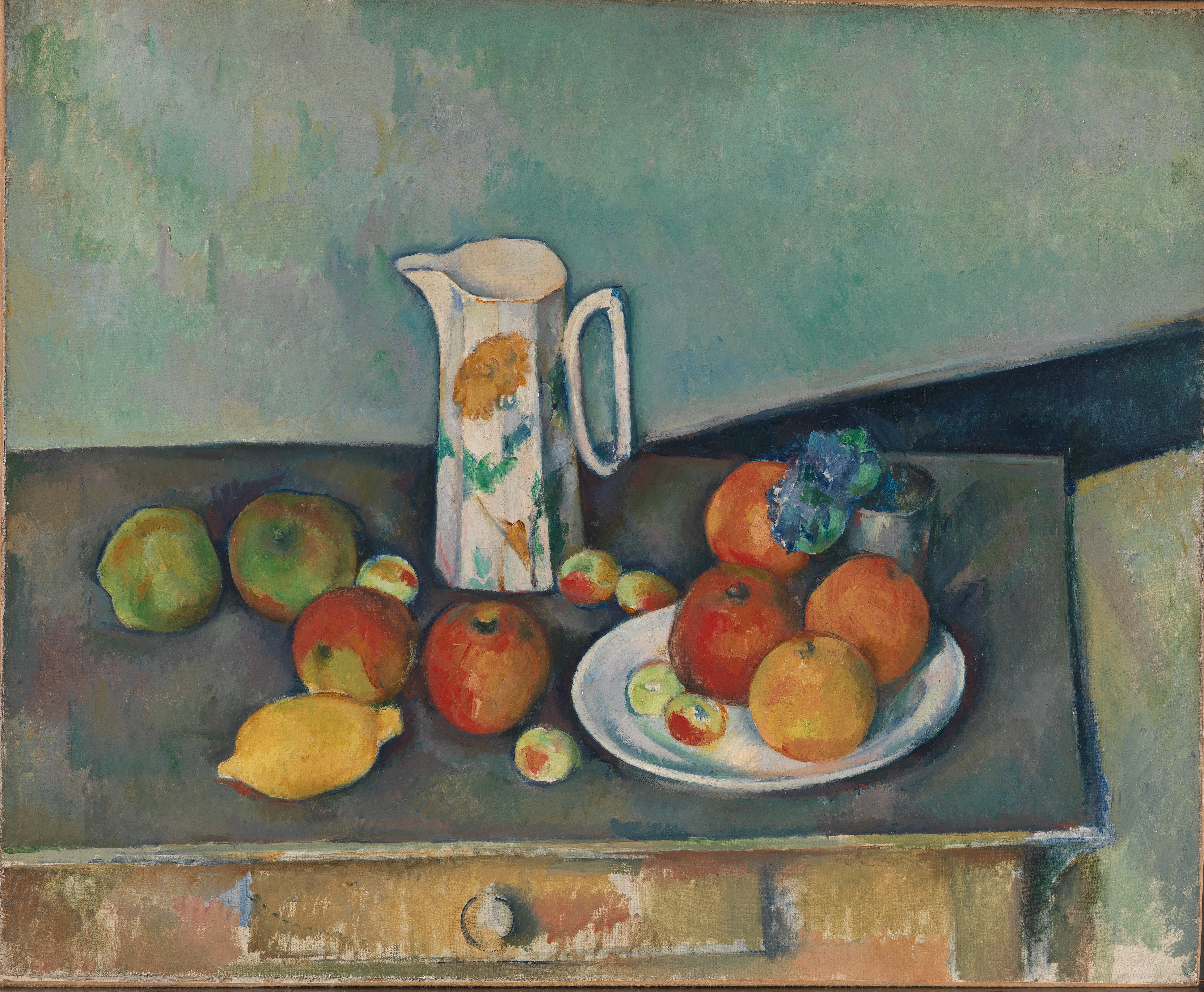
Paul Cézanne, Still life (~1890)

### Sowjetischer Einfluss
Gegen Ende der 1920er Jahre verstärkten sich realistische Tendenzen in Kuprins Werk. Er gab den Ansatz der Karo-Bube-Gruppe auf und wandte sich einer direkteren Malerei zu, indem er sich der Freilichtmalerei und deren charakteristischer Behandlung von Volumen und Raum zuwandte. Dies entsprach den Vorgaben des Sozialistischen Realismus, der in der sowjetischen Kunst zunehmend zu einem Hindernis für Experimente wurde. In den 1930er Jahren begann Kuprin mit der Schaffung von Industrielandschaften, die zu seinen bekanntesten Werken zählen. Kuprin war ein herausragender Meister der Industrielandschaft (Die Fabrik, 1915; Baku: Die Ölfelder von Bibi-Eibat, 1931 – beide in der Tretjakow-Galerie).
Dies war auch die Zeit von Kuprins Werken auf der Krim, wo er jedes Jahr mehrere Monate verbrachte. Die Krim-Gemälde offenbaren „die innerste Harmonie und Dynamik der Natur und ihre taktile Qualität.“ („Die Pappeln“, 1927; „Das Beassalskaja-Tal“, 1937 – beide in der Tretjakow-Galerie).

## Referenzen und Quellen
Referenzen
Quellen
- Petrova E. N. (ed.). The Knave of Diamonds in the Russian Avant-garde. Saint Petersburg, Palace Editions, 2004. ISBN 978-5-93332-143-9.
- Lodder, Christina. Russian Painting of the Avant Garde, 1906-1924. Scottish National Gallery of Modern Art, 1993. ISBN 978-0-903598-35-4.
- Gimpelevich, Zina J. Vasil Bykau: His Life and Works. McGill-Queen's Press. ISBN 978-0-7735-7292-8.
- Chekhonin, O.; Chekhonina, Svetlana. Three Centuries of Russian Painting. Kitezh Art Publishers, 1994. ISBN 5-86263-002-3.
- Bowlt, John E. "Jacks and Tails". The Journal of the Walters Art Museum. 2002, 60/61: 15–20. ISSN 1946-0988.
- Bowlt, John E. "Kuprin, Aleksandr", Oxford Art Online, Oxford University Press, 2003.
- Faina Balakhovskaya, Vladimir Kruglov, Jean-Claude Marcade, Gleb Pospelov, Dmitry Sarabyanov. Jack of diamonds in the Russian avant-garde. St. Petersburg, Palace Editions, 2004. ISBN 5-93332-143-5. (Фаина Балаховская, Владимир Круглов, Жан-Клод Маркадэ, Глеб Поспелов, Дмитрий Сарабьянов. Бубновый валет в русском авангарде. Санкт-Петербург, Palace Editions, 2004. ISBN 5-93332-143-5).
- Chegodaeva Maria. Socialist realism. Myths and reality. Moscow: Zakharov, 2003. ISBN 5-8159-0277-2 (Чегодаева М. А. Соцреализм. Мифы и реальность. Москва, издательство Захаров, 2003. ISBN 5-8159-0277-2).
- Nakov Andréi. L'avant-garde russe. Moscow, Art Publishers, 1991. ISBN 5-210-02162-9 (Наков А. Русский авангард = L'avant-garde russe. М.: Искусство, 1991. ISBN 5-210-02162-9)
- Russian Art of the Avant-Garde. Theory and Criticism 1902—1934 / Ed. by John E. Bowlt. — New York, 1976.
- Manin, Vitaly. Art in the Reservation. Artistic Life of Russia 1917–1941, Moscow, Editorial URSS Publishing House, 1999, ISBN 5-901006-94-1 (Манин Виталий. Искусство в резервации. Художественная жизнь России 1917—1941 гг., Москва, издательство Едиториал УРСС, 1999, ISBN 5-901006-94-1)
- Jean-Claude Marcadé, L'avant-garde russe 1907–1927, Flammarion, 2007. ISBN 978-2-0812-0786-8.
- Valentine Marcadé, Le Renouveau de l'art pictural russe, Édition l'Âge d'homme, Lausanne, 1971
- Camilla Gray, L'Avant-garde russe dans l'art moderne, 1863–1922, Édition Thames et Hudson, 2003. ISBN 2-87811-218-0.
- Evgueny Kovtun. Avant Garde Art in Russia (Schools and Movements). Parkstone Press Ltd, 1998.
- Povelikhina Alla, Kovtun Evgeny. Russian pictorial signboard and avant-garde artists. – L.: Aurora, 1991. ISBN 5-7300-0274-2. (Повелихина Алла, Ковтун Евгений. Русская живописная вывеска и художники авангарда. — Л.: Аврора, 1991. ISBN 5-7300-0274-2).